# John Maynard
John Maynard, in Danimarca noto come Johan Meinert (St Albans, 1576/1577 – tra il 1614 e il 1633), è stato un compositore inglese dell'età di Giacomo I.

## Biografia
Poco si conosce di lui: probabilmente dal tardo 1599 al 1601 fu al servizio di Cristiano IV di Danimarca, come cantore. Dal 1601 fu Commissary of Musters in Irlanda. Successivamente (dopo il 1607 ma prima del 1611) fu liutista presso la scuola di St Julians, vicino a St Albans.
Tra i suoi pezzi, il più noto è The XII Wonders of the World, su testi di Sir John Davies, probabilmente scritto per essere eseguito in occasione di un banchetto organizzato dal poeta Thomas Sackville, I conte di Dorset, durante il periodo dell'Epifania, servito in trencher (grandi piatti di legno) in gruppi di dodici, nella cui parte inferiore vi erano degli epigrammi o versi per gli ospiti che avrebbero dovuto condividerli con gli altri commensali. I dodici versi sono stati musicati da Maynard dopo che la poesia aveva già acquisito popolarità. Oltre ai dodici brani, l'opera comprende sei duetti per liuto e viola basso e sette pezzi per viola all'inglese con viola basso opzionale.

## Opere
- The XII Wonders of the World (Londra, 1611)
- The Book of Lute Music - dedicated to his patroness widow of Sir John II of Longleat.[2]